# باندیکوت موشی گینه نو
باندیکوت موشی گینه نو (نام علمی: Microperoryctes) نام یک سرده از تیره کیسه‌سموران است.